# Mnesteu
Mnesteu (en grec antic Μνησθεύς) va ser, en la mitologia grega, un dels companys d'Eneas que va participar en els jocs nàutics organitzats per l'heroi, i va obtenir el segon premi.
Va acompanyar Eneas en tot el seu periple fins a arribar a Itàlia. A l' Eneida té diversos papers d'home de confiança d'Eneas, que el presenta com l'epònim de la gens romana dels Memmii, a partir d'un joc etimològic, ja que els dos noms, tant en grec com en llatí tenen una arrel que significa "recordar".